# Choi Jae-soo
Đây là một tên người Triều Tiên, họ là Choi.
Choi Jae-Soo (tiếng Hàn: 최재수; sinh ngày 2 tháng 5 năm 1983) là một cầu thủ bóng đá Hàn Quốc thi đấu ở vị trí hậu vệ cho Gyeongnam FC.
Ngày 22 tháng 10 năm 2009, anh được xuất ngũ và trở về FC Seoul. Choi chính thức ký bản hợp đồng 2 năm với Ulsan Hyundai với mức giá không tiết lộ ngày 26 tháng 1 năm 2010.

## Thống kê sự nghiệp
| Thành tích câu lạc bộ | Thành tích câu lạc bộ | Thành tích câu lạc bộ | Giải vô địch | Giải vô địch | Cúp     | Cúp       | Cúp Liên đoàn | Cúp Liên đoàn | Châu lục | Châu lục  | Tổng cộng | Tổng cộng |
| Mùa giải              | Câu lạc bộ            | Giải vô địch          | Số trận      | Bàn thắng    | Số trận | Bàn thắng | Số trận       | Bàn thắng     | Số trận  | Bàn thắng | Số trận   | Bàn thắng |
| Hàn Quốc              | Hàn Quốc              | Hàn Quốc              | Giải vô địch | Giải vô địch | Cúp KFA | Cúp KFA   | Cúp Liên đoàn | Cúp Liên đoàn | Châu Á   | Châu Á    | Tổng cộng | Tổng cộng |
| --------------------- | --------------------- | --------------------- | ------------ | ------------ | ------- | --------- | ------------- | ------------- | -------- | --------- | --------- | --------- |
| 2004                  | FC Seoul              | K League 1            | 0            | 0            | 0       | 0         | 7             | 0             | -        | -         | 7         | 0         |
| 2005                  | FC Seoul              | K League 1            | 17           | 1            | 1       | 0         | 0             | 0             | -        | -         | 18        | 1         |
| 2006                  | FC Seoul              | K League 1            | 4            | 0            | 1       | 1         | 7             | 0             | -        | -         | 12        | 1         |
| 2007                  | FC Seoul              | K League 1            | 0            | 0            | 0       | 0         | 1             | 0             | -        | -         | 1         | 0         |
| 2008                  | Gwangju Sangmu        | K League 1            | 19           | 0            | 3       | 1         | 7             | 0             | -        | -         | 29        | 1         |
| 2009                  | Gwangju Sangmu        | K League 1            | 14           | 3            | 2       | 1         | 4             | 0             | -        | -         | 20        | 4         |
| 2009                  | FC Seoul              | K League 1            | 0            | 0            | 0       | 0         | 0             | 0             | -        | -         | 0         | 0         |
| 2010                  | Ulsan Hyundai         | K League 1            | 23           | 0            |         |           | 5             | 0             | -        | -         | 28        | 0         |
| Tổng cộng sự nghiệp   | Tổng cộng sự nghiệp   | Tổng cộng sự nghiệp   | 77           | 4            | 7       | 3         | 31            | 0             | -        | -         | 115       | 7         |